# Calamagrostis expansa
Calamagrostis expansa là một loài cỏ thuộc họ Poaceae, tiếng Anh thường gọi là Maui reedgrass. Đây là loài bản địa của Hawaii, chỉ có ở Maui và đảo Hawaiʻi. Môi trường sống tự nhiên của chúng là vùng rừng ẩm nhiệt đới của Hawaii và đầm lầy. Chúng hiện đang bị đe dọa vì mất môi trường sống.